# 克林根施托克山

46°57′26″N 8°40′29″E / 46.95722°N 8.67472°E

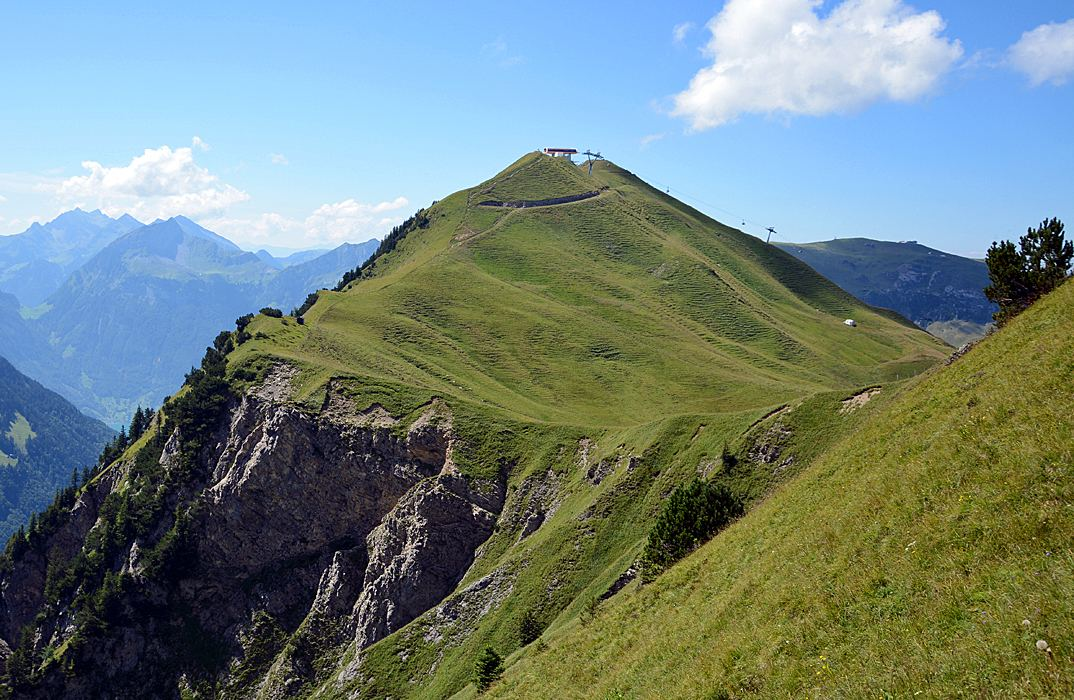

克林根施托克山（Chlingenstock），是瑞士的山峰，位於該國中部，由施維茨州負責管轄，屬於施維茨阿爾卑斯山脈的一部分，海拔高度1,935米，每年平均降雨量2,385毫米。

## 外部連結
- Klingenstock on Hikr （页面存档备份，存于）